# Yvette Mimieux
Yvette Mimieux, all'anagrafe Yvette Carmen Vivieux (Los Angeles, 8 gennaio 1942 – Los Angeles, 18 gennaio 2022), è stata un'attrice statunitense attiva nel cinema e in televisione fra il 1959 ed il 1992.

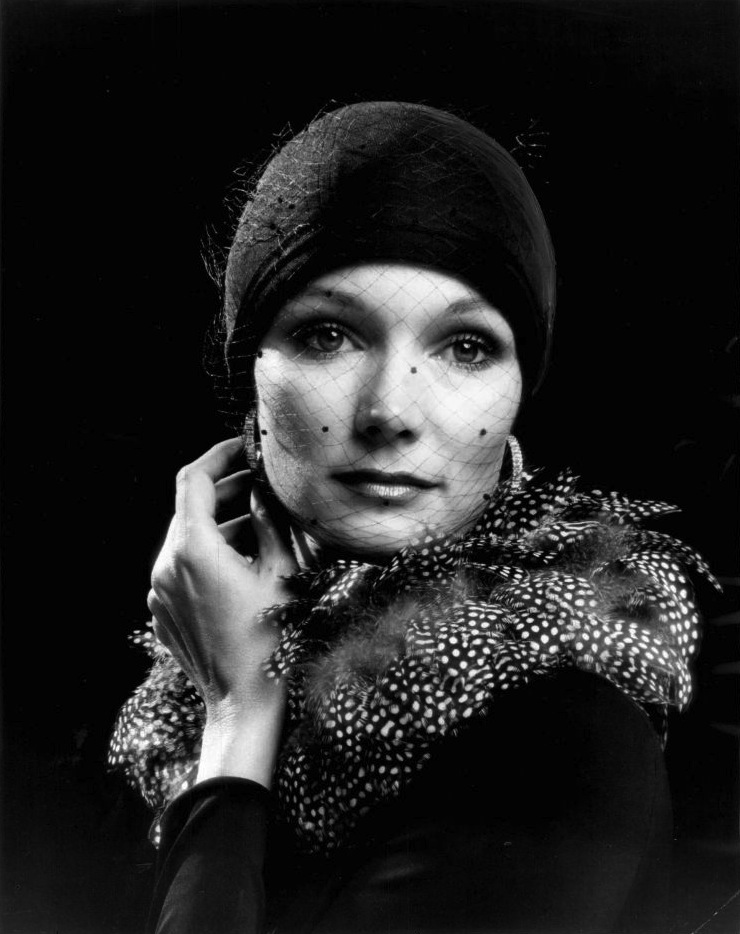
Yvette Mimieux, 1974

Nel maggio del 1960 venne ritratta sulla copertina di Life.

## Biografia
Di padre francese, René Mimieux, e madre messicana (Carmen Montemayor), fu notata dal regista Vincente Minnelli, il quale le affidò un breve ruolo nel suo film A casa dopo l'uragano (1960), ma la parte venne poi tagliata in fase di montaggio. Tuttavia la MGM rimase colpita dalla personalità e dalla fragile bellezza della bionda attrice, cosicché la scritturò per il film di fantascienza L'uomo che visse nel futuro (1960) di George Pal, tratto da un romanzo di H.G. Wells, nel quale la Mimieux interpretò il ruolo di Weena, di cui si innamora lo scienziato George (Rod Taylor), giunto con la macchina del tempo in un futuro di trogloditi dominato dai terribili Morlocchi.
Fra i suoi film più conosciuti, da ricordare I quattro cavalieri dell'Apocalisse (1962), ambientato all'epoca del nazismo, in cui fu diretta nuovamente da Vincente Minnelli, e Luce nella piazza (1962) di Guy Green, girato a Firenze, in cui interpretò il ruolo della bella ragazza mentalmente ritardata, figlia di Olivia de Havilland, e che fa innamorare di sé un giovane italiano (impersonato da George Hamilton). Nel 1963 affiancò Geraldine Page e Dean Martin in La porta dei sogni di George Roy Hill.
Nel 1965 ottenne una candidatura ai Golden Globe come miglior star televisiva femminile per l'interpretazione nell'episodio Tyger, Tyger della serie televisiva Il dottor Kildare, mentre ai Golden Globe 1971 fu candidata come migliore attrice in una serie drammatica per la serie The Most Deadly Game.
Tra i suoi ruoli più significativi durante gli anni settanta, quello di Dinah Hunter, una donna coinvolta in una serie di vicende da incubo, nell'horror Eccesso di difesa (1976) di Michael Miller.
Nel 1972 sposò il regista cinematografico Stanley Donen, dal quale divorziò nel 1985. Si ritirò dalle scene alla fine degli anni novanta per dedicarsi all'imprenditoria immobiliare, all'antropologia e alla finanza (con il secondo marito Howard Ruby, sposato nel 1986, fondò l'impresa finanziaria Oakwood Worldwide). Non ebbe figli.

## Filmografia parziale

### Cinema
- I perduti dell'isola degli squali (Platinum High School), regia di Charles F. Haas (1960)
- L'uomo che visse nel futuro (The Time Machine), regia di George Pal (1960)
- La spiaggia del desiderio (Where the Boys Are), regia di Henry Levin (1960)
- I quattro cavalieri dell'Apocalisse (Four Horsemen of the Apocalypse), regia di Vincente Minnelli (1962)
- Luce nella piazza (Light in the Piazza), regia di Guy Green (1962)
- Avventura nella fantasia (The Wonderful World of the Brothers Grimm), regia di Henry Levin, George Pal (1962)
- Il dominatore (Diamond Head), regia di Guy Green (1963)
- La porta dei sogni (Toys in the Attic), regia di George Roy Hill (1963)
- In cerca d'amore (Looking for Love), regia di Don Weis (1964)
- Joy in the Morning, regia di Alex Segal (1965)
- La taglia (The Reward), regia di Serge Bourguignon (1965)
- Scimmie, tornatevene a casa (Monkeys, Go Home!), regia di Andrew V. McLaglen (1967)
- Il carnevale dei ladri (The Caper of the Golden Bulls), regia di Russell Rouse (1967)
- Buio oltre il sole (The Mercenaries), regia di Jack Cardiff (1968)
- Tre femmine in soffitta (Three in the Attic), regia di Richard Wilson (1968)
- The Picasso Summer, regia di Robert Sullin (1969)
- Morgan il razziatore (The Delta Factor), regia di Tay Garnett (1970)
- Il pirata dell'aria (Skyjacked), regia di John Guillermin (1972)
- L'odissea del Neptune nell'impero sommerso (The Neptune Factor), regia di Daniel Petrie (1973)
- La rotta del terrore (Journey Into Fear), regia di Daniel Mann (1975)
- Eccesso di difesa (Jackson County Jail), regia di Michael Miller (1976)
- The Black Hole - Il buco nero (The Black Hole), regia di Gary Nelson (1979)
- Incontri particolari (Circle of Power), regia di Bobby Roth (1981)

### Televisione
- Il dottor Kildare (Dr. Kildare) - serie TV, 1 episodio (1964)
- Mr. Lucky – serie TV, episodio 1x31 (1960)
- The Most Deadly Game - serie TV, 12 episodi (1970)
- Death Takes A Holiday, regia di Robert Butler - film TV (1971)
- Il mostro delle nevi (Snowbeast), regia di Herb Wallestein - film TV (1977)
- Pazza d'amore (Obsessive Love), regia di Steven Hilliard Stern - film TV (1984)
- Love Boat (The Love Boat) - serie TV, 3 episodi (1984-1986)
- Perry Mason: Crimini di guerra (Perry Mason: The Case of the Desperate Deception), regia di Christian I. Nyby II - film TV (1990)
- Lady Boss, regia di Charles Jarrott - film TV (1992)

## Doppiatrici italiane
- Vittoria Febbi in La spiaggia del desiderio, Luce nella piazza, Avventura nella fantasia, Buio oltre il sole
- Maria Pia Di Meo in Il dominatore, La porta dei sogni
- Paola Piccinato in L'uomo che visse nel futuro
- Adriana De Roberto in Il pirata dell'aria
- Fiorella Betti in L'odissea del Neptune nell'impero sommerso
- Laura Gianoli in The Black Hole - Il buco nero
- Emanuela Rossi in Scimmie tornatevene a casa (doppiaggio tardivo)